# Bakura (Nigeria)
Pour les articles homonymes, voir Bakura.
Bakura  est une zone de gouvernement local de l'État de Zamfara au Nigeria,.

## Source
- (en) Cet article est partiellement ou en totalité issu de l’article de Wikipédia en anglais intitulé « Bakura, Nigeria » (voir la liste des auteurs).